# Epichloe amarillans
Espèce
Epichloe amarillans (ou Epichloë amarillans) est une espèce de champignons (Fungi) ascomycètes de la famille des Clavicipitaceae.
Cette espèce se développe en parasite sur des Agrostis hiemalis, une plante herbacée de la famille des Poaceae.

## Liste des sous-espèces
Selon NCBI (1 juin 2013) :
- sous-espèce Epichloe amarillans E57